# Carmit Bachar
Carmit Bachar (hebreiska: כרמית בכר), född 4 september 1974 i Los Angeles, Kalifornien, är en amerikansk dansare och sångerska. Hon växte upp i Encino i San Fernando Valley. Hennes far kom från en israelisk-judisk familj och hennes mor var av nederländsk, indonesisk och kinesisk avstamning. Carmits båda föräldrar var dansare. 
Carmit var medlem i The Pussycat Dolls från 1995 till 2008. Hon var en av originalmedlemmarna tillsammans med Ashley Roberts, Jessica Sutta och Kimberly Wyatt.

## Diskografi
Album med The Pussycat Dolls
- 2005 – PCD
- 2006 – Live from London
- 2007 – The Pussycat Dolls: Live from Control Room

EPs
- 2010 – Detroit Diamond Feat. Carmit (med Detroit Diamond)
- 2015 – LadyStation (med LadyStation)

Singlar (solo)
- 2017 – "It's Time"

Video (som soloartist)
- 2012 – "Keep On Smiling"